# Клавериа Домингес, Хесус
Хесус Клавериа Домингес (исп. Jesús Clavería Domínguez; род. 4 января 1968, Баракальдо, Испания), более известный как просто Хесус — испанский игрок в мини-футбол на позиции вратаря. Более всего известен выступлениями за испанский клуб «Бумеранг Интервью» и сборную Испании по мини-футболу.

## Биография
Вся игровая карьера Хесуса связана с клубом «Бумеранг Интервью», за который он играл почти 20 лет. За это время он семь раз становился чемпионом Испании, пять раз выигрывал национальный кубок и шесть раз суперкубок. Также он дважды с интервалом в 13 лет помогал клубу добиться звания сильнейшей команды Европы: в 1991 году «Бумеранг Интервью» выиграл Турнир Европейских Чемпионов, а в 2004 году Кубок УЕФА по мини-футболу. Под конец карьеры Хесуса он стал обладателем и Межконтинентального Кубка.
На протяжении многих лет Хесус являлся главным вратарём сборной Испании по мини-футболу. Он участвовал в трёх чемпионатах мира (1992, 1996 и 2000), на которых выиграл полный комплект медалей — бронзу, серебро и золото соответственно. Он стоял на воротах испанской сборной и в финале чемпионата 1996 года, и в финале чемпионата 2000 года. Во-многом именно его яркая игра позволила испанцам выиграть второй из них и стать чемпионами мира. Также Хесус дважды выигрывал в составе сборной Чемпионат Европы (1996 и 2001).
После завершения игровой карьеры Хесус не покинул «Бумеранг Интервью» и занял пост его генерального директора.

## Достижения
- Чемпион мира по мини-футболу 2000
- Серебряный призёр чемпионата мира по мини-футболу 1996
- Бронзовый призёр чемпионата мира по мини-футболу 1992
- Чемпион Европы по мини-футболу (2): 1996, 2001
- Серебряный призёр Чемпионата Европы по мини-футболу 1999
- Победитель Турнира Европейских Чемпионов по мини-футболу 1991
- Обладатель Кубка УЕФА по мини-футболу 2003/04
- Обладатель Межконтинентального Кубка по мини-футболу 2005
- Чемпион Испании по мини-футболу (7): 1988/89, 1989/90, 1990/91, 1995/96, 2001/02, 2002/03, 2003/04
- Обладатель Кубка Испании по мини-футболу (5): 1987, 1990, 1996, 2001, 2004
- Обладатель Суперкубка Испании по мини-футболу (6): 1991, 1992, 1997, 2002, 2003, 2004